# Cooleemee
Cooleemee és una població dels Estats Units a l'estat de Carolina del Nord. Segons el cens del 2000 tenia 905 habitants.

## Demografia
Segons el cens del 2000, Cooleemee tenia 905 habitants, 400 habitatges i 254 famílies. La densitat de població era de 448 habitants per km².
Dels 400 habitatges en un 25,5% hi vivien nens de menys de 18 anys, en un 49,3% hi vivien parelles casades, en un 8,5% dones solteres, i en un 36,5% no eren unitats familiars. En el 32,8% dels habitatges hi vivien persones soles el 18,3% de les quals corresponia a persones de 65 anys o més que vivien soles. El nombre mitjà de persones vivint en cada habitatge era de 2,26 i el nombre mitjà de persones que vivien en cada família era de 2,85.
Per edats la població es repartia de la següent manera: un 22% tenia menys de 18 anys, un 7,4% entre 18 i 24, un 26,7% entre 25 i 44, un 22,7% de 45 a 60 i un 21,2% 65 anys o més.
L'edat mediana era de 40 anys. Per cada 100 dones de 18 o més anys hi havia 97,2 homes.
La renda mediana per habitatge era de 29.833 $ i la renda mediana per família de 37.875 $. Els homes tenien una renda mediana de 26.705 $ mentre que les dones 20.813 $. La renda per capita de la població era de 17.148 $. Entorn del 9,6% de les famílies i el 12,4% de la població estaven per davall del llindar de pobresa.

## Poblacions més properes
El següent diagrama mostra les poblacions més properes.